# Will Lee (Musiker)
William Franklin „Will“ Lee IV (* 8. September 1952 in San Antonio) ist ein US-amerikanischer Jazz-Bassist (Bassgitarre, akustische Gitarre, Gesang).
Sein Vater William Franklin Lee III war Dekan der Musikschule der University of Miami und spielte Klavier, Trompete und Bassvioline. Lee spielte als Jugendlicher Schlagzeug in einer eigenen Band in Miami, wechselte dann aber zum Bass, den er auch an der University of Miami studierte (anfangs auch Waldhorn).
1970 ging er nach New York City, wo er als Studiomusiker und Sideman arbeitete unter anderem für die Brecker Brothers (die ihn in ihre Jazzrock-Band Dreams aufnahmen), Horace Silver, Herbie Mann  und Joe Thomas. Er begleitete ferner Bette Midler und Barry Manilow.
1982 wurde er Mitglied der Hausband der Tonight Show von David Letterman als Teil des CBS Orchestra.
Er nahm u. a. mit Melanie Safka (1978), Patti Austin, George Benson, Art Farmer, Yusef Lateef auf und unter eigenem Namen (Debütalbum Oh! 1993).
2025 veröffentlichte er mit dem Schlagzeuger Steve Gadd und dem Keyboarder Simon Oslender das Album All That Matters. Unterstützt wurde er dabei auch vom Saxophonist Jakob Manz und dem Gitarristen Bruno Müller.